# Физика невозможного
Физика невозможного (англ. Physics of the Impossible) ― научно-популярная книга американского физика-теоретика Митио Каку. Автор  использует обсуждение умозрительных технологий, чтобы познакомить читателя с темами фундаментальной физики.

## Содержание
По словам Каку, технологические достижения, которые мы воспринимаем как должное сегодня, были объявлены невозможными 150 лет назад. Уильям Томсон Кельвин (1824–1907), физик-математик и создатель шкалы Кельвина, публично заявил, что летательные аппараты «тяжелее воздуха» невозможны. «Он думал, что рентгеновские лучи ― это обман, и у этого радио нет будущего». Точно так же Эрнест Резерфорд (1871–1937), физик, экспериментально описавший атом, считал атомную бомбу невозможной и сравнивал ее с самогоном (безумная или глупая идея). Телевизоры, компьютеры и Интернет казалось бы невероятно фантастическим людям на рубеже 20-го века. Черные дыры считались научной фантастикой и даже Альберт Эйнштейн доказывал, что черные дыры не могут существовать. Наука 19 века определила, что Земле не могут быть миллиарды лет. Даже в 1920-х и 1930-х годах над Робертом Годдардом смеялись, потому что считалось, что ракеты никогда не смогут отправиться в космос.
Такие достижения считались невозможными, потому что основные законы физики и науки не были поняты так хорошо, как впоследствии. Каку заявляет, что «как физик [он] узнал, что невозможное часто является относительным термином». С помощью этого определения «невозможно» он ставит вопрос: «Разве не правдоподобно думать, что когда-нибудь мы сможем построить космические корабли, которые могут путешествовать на расстояния в световые годы, или подумать, что мы могли бы телепортироваться из одного места в другое?».

## Отзывы
Критик Брайан Эпплеярд считает эту книгу демонстрацией новой уверенности в возможностях физики. Он также рассматривает книгу как пример того, как читатель верит в особенно оптимистичный взгляд на будущее. Говоря о Каку, он пишет: «Каку ― эффективный и одаренный драматург очень сложных идей. Если вы хотите знать, какие последствия могут иметь сверхпроводники при комнатной температуре или все о тахионах, частицах, которые путешествовать со скоростью, превышающей скорость света, и проходить через все точки вселенной одновременно, тогда это место, где можно узнать».
Для Эпплеярда интересен тот факт, что в этой книге используются научно-фантастические технологии, чтобы открыть дверь в настоящую науку. Однако, пишет он, это также имеет дополнительный эффект, заключающийся в совершении открытий, которые в противном случае могли бы оказаться неясными и дать нам ощущение того, что мы приближаемся к этому оптимистичному будущему. Когда микроволны изгибаются вокруг объекта, это создает ощущение, что маскировочное устройство Star Trek не за горами. Он пишет, что эта книга помогает «поддержать наше ощущение растущего ускорения в будущем, которое должно радикально отличаться от настоящего».

## Издание в России
Книга была переведена на русский язык и вышла в свет в издательстве «Альпина нон-фикшн» в 2021 году. Переводчик ― Н. Лисова. ISBN 978-5-91671-904-8, 978-5-91671-496-8, 978-5-91671-143-1, 978-5-9167-1113-4,978-5-91671-232-2,978-5-91671-282-7, 978-5-91671-401-2